# Internationale Filmfestspiele von Cannes 2018
Die 71. Internationalen Filmfestspiele von Cannes fanden vom 8. bis 19. Mai 2018 statt. Sie standen zum fünften Mal unter der Leitung von Präsident Pierre Lescure, während Thierry Frémaux als Generaldelegierter für die künstlerische Leitung verantwortlich war.
Jurypräsidentin des Internationalen Wettbewerbs, in dem unter anderem die Goldene Palme für den besten Film des Festivals vergeben wurde, war in diesem Jahr die australische Schauspielerin Cate Blanchett. Mit dem Hauptpreis wurde das Drama Manbiki kazoku (Internationaler Titel: Shoplifters / Une affaire de famille) des japanischen Regisseurs Hirokazu Koreeda ausgezeichnet. Eine Neuerung war, dass das Festival im Gegensatz zu den vorangegangenen Jahren erstmals an einem Dienstag eröffnet wurde, anstatt wie bisher an einem Mittwoch. Festivalleiter Lescure verwies darauf, dass durch den neuen Zeitplan eine weitere Gala-Vorführung vor dem ersten Festival-Wochenende stattfinden könne und Vorschauen des Eröffnungsfilms in ganz Frankreich organisiert werden könnten. Die offizielle Preisverleihung am Samstag, den 19. Mai 2018, anstatt wie bisher an einem Sonntag abgehalten, würde dem Abschlussfilm mehr Prestige und Aufmerksamkeit in den Medien verschaffen. Besondere Beachtung fand eine Rede der italienischen Regisseurin Asia Argento, in der sie MeToo-Thematik aufgriff und dem Filmproduzenten Harvey Weinstein vorwarf, sie 1997 vergewaltigt zu haben.

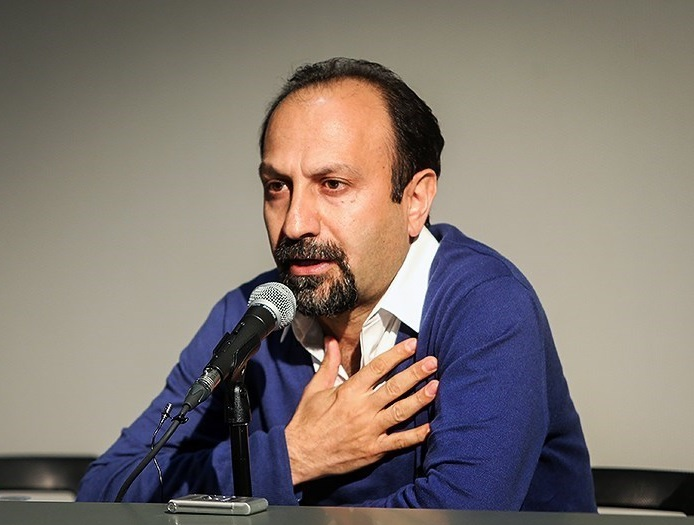
Asghar Farhadi (2017), Regisseur des Eröffnungsfilms Offenes Geheimnis (internationaler Titel: Everybody Knows)

Das komplette Festivalprogramm wurde am 12. April 2018 offiziell bekanntgegeben. Als Eröffnungsfilm wurde der spanischsprachige Psychothriller Offenes Geheimnis (internationaler Titel: Everybody Knows) des iranischen Regisseurs Asghar Farhadi (Wettbewerbsteilnehmer 2013 und 2016) ausgewählt. Abschlussfilm war der außer Konkurrenz laufende Spielfilm The Man Who Killed Don Quixote von Terry Gilliam. Moderator der Auftaktzeremonie und der abschließenden Preisgala war der französische Schauspieler Édouard Baer.
Erstmals seit dem Eklat um ihn 2011 war Lars von Trier wieder mit einem Film, The House That Jack Built, beim Festival vertreten.
Im Rahmen der Sektion Cannes Classics kam es zu einer Uraufführung einer unrestaurierten 70-mm-Filmkopie von Stanley Kubricks Science-Fiction-Film 2001: Odyssee im Weltraum.

## Offizielle Auswahl

### Internationaler Wettbewerb

#### Wettbewerbsjury

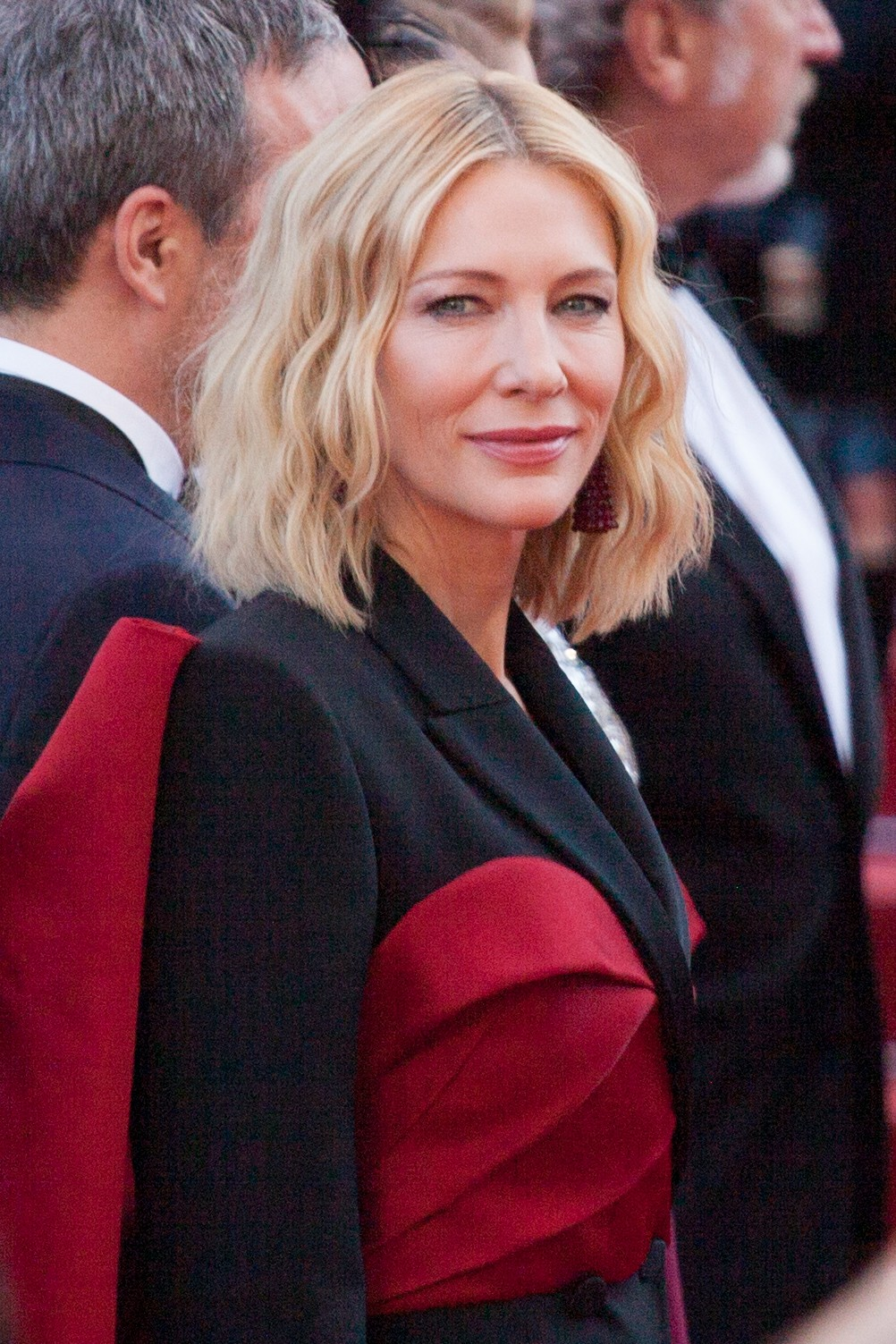
Jurypräsidentin Cate Blanchett

Als Nachfolgerin des letztjährigen Jurypräsidenten Pedro Almodóvar wurde Anfang Januar 2018 Cate Blanchett präsentiert. Die Australierin gilt als eine der erfolgreichsten Schauspielerinnen der Gegenwart. In Cannes war Blanchett in den Wettbewerbsbeiträgen Babel (2006) und Carol (2015) zu sehen, während sie 2010 das Festival außer Konkurrenz mit Robin Hood eröffnete. Sie fühle sich geehrt, das Amt der Jurypräsidentin zu bekleiden und verwies nicht nur auf ihre vergangene Teilnahme als Schauspielerin an dem Festival, sondern auch auf ihre Rolle als Executive Producer an Carol. Die Festivalveranstalter selbst verwiesen auf Blanchetts Mitwirkung sowohl im Independent-Film, als auch in Großproduktionen, sowie ihre Theaterarbeit und Tätigkeit als „Goodwill Ambassador“ für den hohen Flüchtlingskommissar der Vereinten Nationen. In der Geschichte des Filmfestivals ist sie die zwölfte Frau im Amt des Jurypräsidenten. Letzte Jurypräsidentin war 2014 die neuseeländische Regisseurin Jane Campion.
Der Jurypräsidentin standen bei der Vergabe der Festivalpreise acht Jurymitglieder zur Seite, die am 18. April 2018 bekanntgegeben wurden:
- Chang Chen, taiwanischer Schauspieler
- Ava DuVernay, US-amerikanische Drehbuchautorin, Regisseurin und Filmproduzentin
- Robert Guédiguian, französischer Drehbuchautor, Regisseur und Filmproduzent (Wettbewerbsteilnehmer 2002)
- Khadja Nin, burundisch-belgische Musikerin
- Léa Seydoux, französische Schauspielerin (Gewinnerin der Goldenen Palme 2013)
- Kristen Stewart, US-amerikanische Schauspielerin
- Andrei Swjaginzew, russischer Regisseur und Drehbuchautor (Drehbuchpreis 2014, Preis der Jury 2017)
- Denis Villeneuve, kanadischer Regisseur und Drehbuchautor (Wettbewerbsteilnehmer 2015)

#### Spielfilme
Eine Übersicht über die 21 Spielfilme, die um die Goldene Palme konkurrierten (die Beiträge von Nuri Bilge Ceylan, Sergei Dworzewoi und Yann Gonzalez wurden nachnominiert):
| Film                                                               | Regie                 | Land                                                                                      | Darsteller (Auswahl)                                   |
| ------------------------------------------------------------------ | --------------------- | ----------------------------------------------------------------------------------------- | ------------------------------------------------------ |
| Ahlat Ağacı (The Wild Peer Tree / Le poirier sauvage)              | Nuri Bilge Ceylan     | Türkei, Frankreich, Deutschland, Bulgarien, Mazedonien, Bosnien und Herzegowina, Schweden | Aydın Doğu Demirkol, Murat Cemcir, Bennu Yıldırımlar   |
| Ayka (Айка)                                                        | Sergei Dworzewoi      | Russland, Deutschland, Polen, Kasachstan                                                  | Samal Jesljamowa                                       |
| Bildbuch (Le Livre d’image)                                        | Jean-Luc Godard       | Schweiz                                                                                   | Experimentalfilm                                       |
| BlacKkKlansman (Black Klansman)                                    | Spike Lee             | USA                                                                                       | John David Washington, Adam Driver, Topher Grace       |
| Burning (버닝) (Burning)                                           | Lee Chang-dong        | Südkorea                                                                                  | Yoo Ah-In, Steven Yeun, Jeon Jong-seo                  |
| Cafarnaúm (كفرناحوم) (Capernaum / Capharnaüm)                      | Nadine Labaki         | Libanon                                                                                   | Nadine Labaki, Zain Alrafeea, Yordanos Shifera         |
| Un couteau dans le coeur (Knife + Heart)                           | Yann Gonzalez         | Frankreich, Mexiko Schweiz                                                                | Vanessa Paradis, Nicolas Maury, Kate Moran             |
| Dogman                                                             | Matteo Garrone        | Italien, Frankreich                                                                       | Marcello Fonte, Edoardo Pesce, Alida Baldari Calabria  |
| Les Filles du soleil (Girls of the Sun)                            | Eva Husson            | Frankreich                                                                                | Golshifteh Farahani, Emmanuelle Bercot                 |
| Glücklich wie Lazzaro (Lazzaro felice)                             | Alice Rohrwacher      | Italien, Schweiz, Frankreich, Deutschland                                                 | Adriano Tardiolo, Sergi López, Alba Rohrwacher         |
| Jiānghú érnǚ (江湖儿女) (Ash Is Purest White / Les eternels)       | Jia Zhangke           | VR China, Frankreich                                                                      | Zhao Tao, Fan Liao                                     |
| Leto (Лето) (L’Eté)                                                | Kirill Serebrennikow  | Russland                                                                                  | Teo Yoo, Irina Starschenbaum, Roman Bilyk              |
| Manbiki kazoku (万引き家族) (Shoplifters / Une affaire de famille) | Hirokazu Koreeda      | Japan                                                                                     | Lily Franky, Sakura Andō, Mayu Matsuoka                |
| Netemo Sametemo (Asako I & II) (寝ても覚めても) (Asako I & II)     | Ryūsuke Hamaguchi     | Japan, Frankreich                                                                         | Masahiro Higashide, Erika Karata, Rio Yamashita        |
| Offenes Geheimnis (Todos lo saben)                                 | Asghar Farhadi        | Spanien, Frankreich, Italien                                                              | Penélope Cruz, Javier Bardem, Ricardo Darín            |
| Plaire, aimer et courir vite (Sorry Angel)                         | Christophe Honoré     | Frankreich                                                                                | Vincent Lacoste, Pierre Deladonchamps, Denis Podalydès |
| Se rokh (سه چهره) (Three Faces / 3 visages)                        | Jafar Panahi          | Iran                                                                                      | Behnaz Jafari, Jafar Panahi, Marziyeh Rezaei           |
| Streik (En guerre)                                                 | Stéphane Brizé        | Frankreich                                                                                | Vincent Lindon, Mélanie Rover, Jacques Borderie        |
| Under the Silver Lake                                              | David Robert Mitchell | USA                                                                                       | Andrew Garfield, Riley Keough, Topher Grace            |
| Yomeddine (سه چهره)                                                | A. B. Shawky          | Ägypten                                                                                   | Rady Gamal, Ahmed Abdelhafiz                           |
| Zimna wojna (Cold War)                                             | Paweł Pawlikowski     | Polen, Großbritannien, Frankreich                                                         | Joanna Kulig, Borys Szyc, Agata Kulesza                |

Außer Konkurrenz

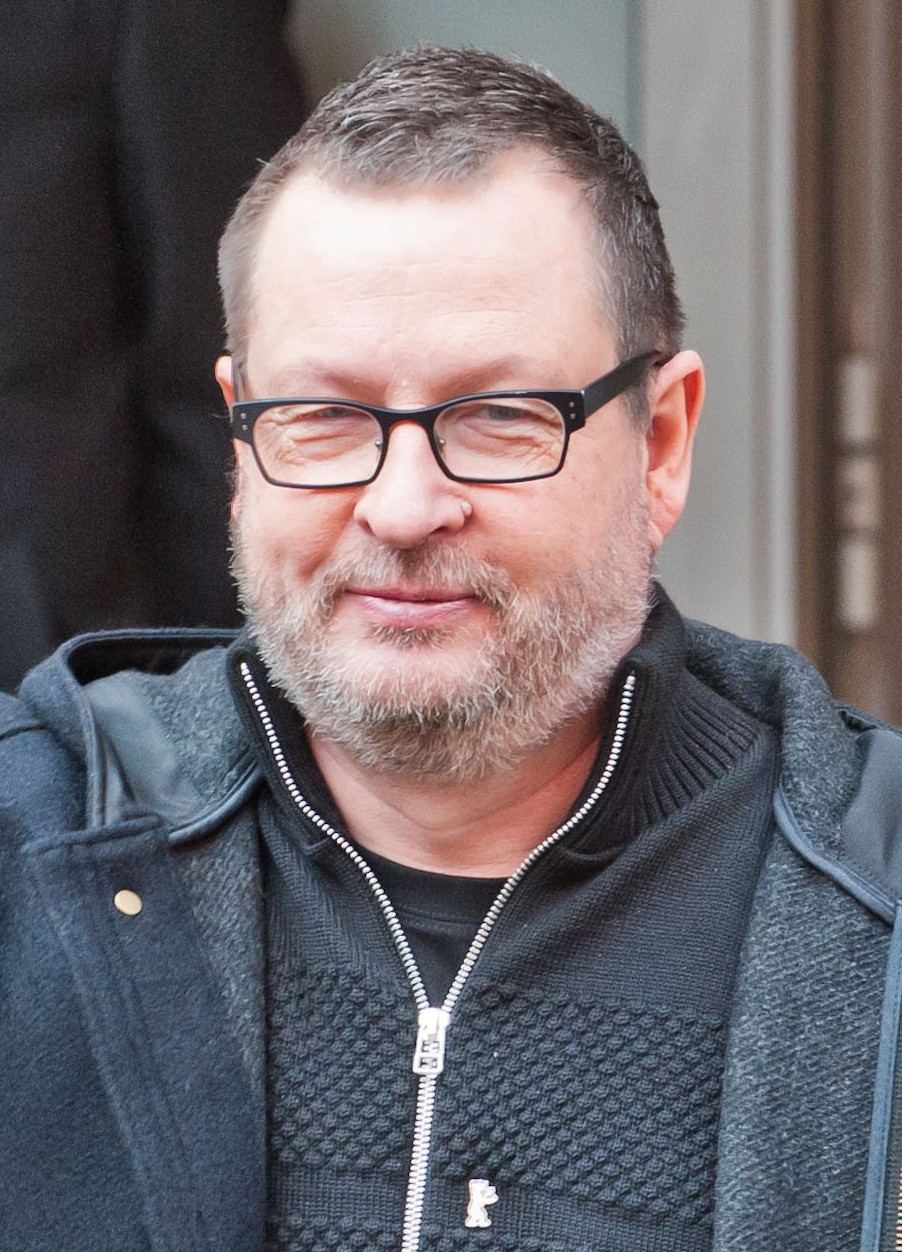
Erstmals seit einem Eklat 2011 wieder mit einem Film in Cannes vertreten: Lars von Trier (The House That Jack Built)

- Ein Becken voller Männer (Le Grand Bain) – Regie: Gilles Lellouche (Frankreich) – mit Mathieu Amalric, Guillaume Canet, Benoît Poelvoorde
- The House That Jack Built – Regie: Lars von Trier (Dänemark, Frankreich, Schweden, Deutschland)
- The Man Who Killed Don Quixote (Abschlussfilm) – Regie: Terry Gilliam (Spanien, Vereinigtes Königreich, Frankreich, Portugal, Belgien)
- Solo: A Star Wars Story – Regie: Ron Howard (USA)

Mitternachtsaufführungen („Séances de minuit“)
- Arctic – Regie: Joe Penna (Island) – mit Mads Mikkelsen, Maria Thelma Smáradóttir
- Fahrenheit 451 – Regie: Ramin Bahrani (USA) – mit Michael B. Jordan, Michael Shannon, Sofia Boutella
- Gongjak (공작 / The Spy Gone North) – Regie: Yoon Jong-bin (Südkorea) – mit Hwang Jung-min, Lee Sung-min, Ju Ji-hoon
- Whitney (Dokumentarfilm) – Regie: Kevin Macdonald

Sonderaufführungen („Séances Spéciales“)
- 10 Years in Thailand – Regie: Aditya Assarat, Wisit Sasanatieng, Chulayarnon Sriphol, Apichatpong Weerasethakul (Thailand)
- Another Day of Life (Animationsfilm) – Regie: Raúl de la Fuente und Damian Nenow (Spanien, Deutschland, Belgien, Polen)
- Les Âmes mortes (Dead Souls, Dokumentarfilm) – Regie: Wang Bing (VR China, Frankreich, Schweiz)
- O Grande Circo Místico (The Great Mystical Circus / Le Grand cirque mystique) – Regie: Carlos Diegues (Brasilien, Portugal, Frankreich)
- Libre (To the Four Winds) – Regie: Michel Toesca
- Pope Francis – A Man of His Word (Le Pape François – Un Homme de Parole, Dokumentarfilm) – Regie: Wim Wenders (USA)
- The State against Nelson Mandela and the Others (Dokumentar-/Animationsfilm) – Regie: Nicolas Champeaux, Gilles Porte (Frankreich)
- La Traversée (Dokumentarfilm) – Regie: Romain Goupil (Frankreich)

### Un Certain Regard

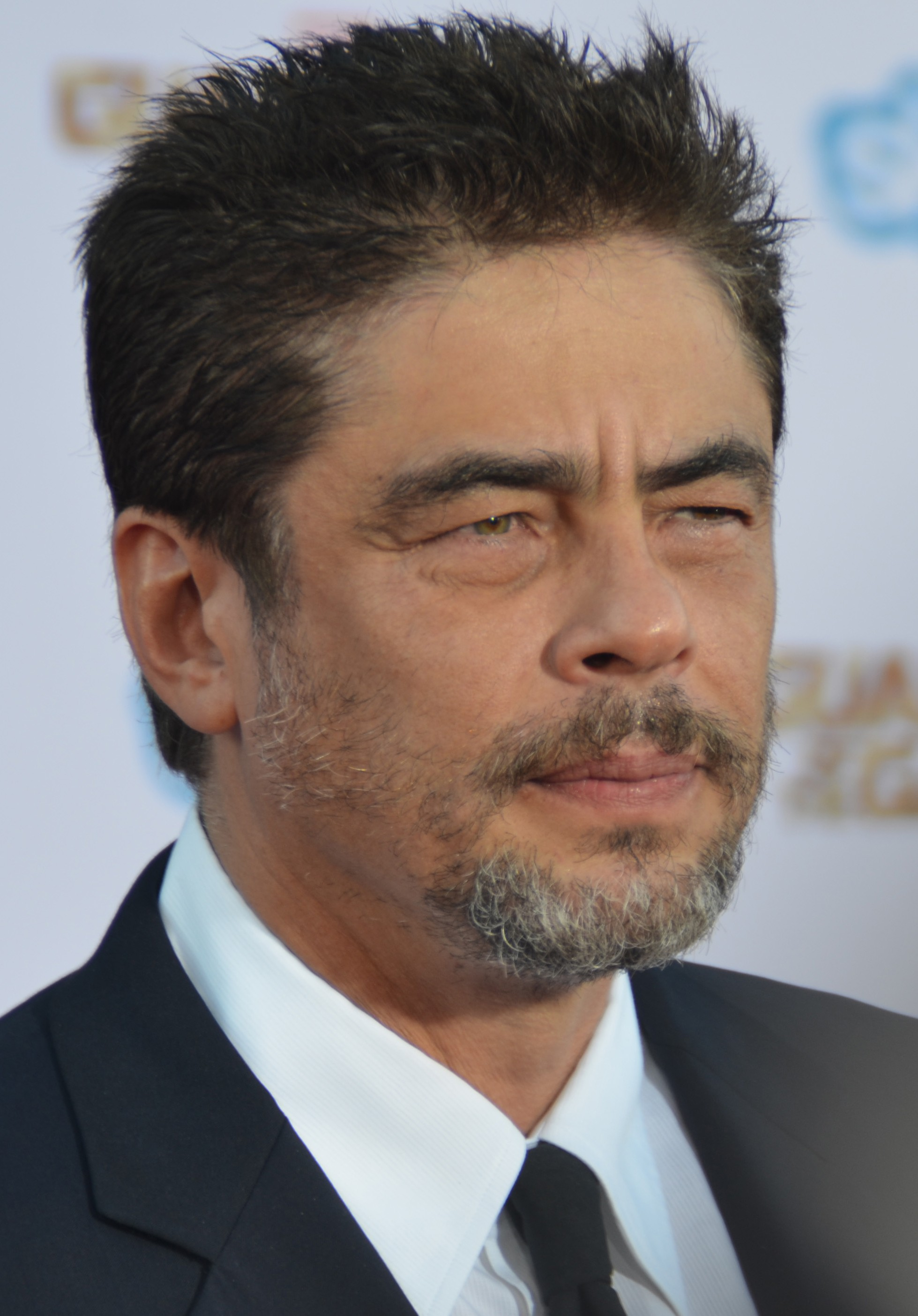
Benicio del Toro (2014)

In der Reihe Un Certain Regard (deutsch „Ein gewisser Blick“) werden vornehmlich Werke von weniger bekannten Filmemachern gezeigt, die mit einem 30.000 Euro dotierten Preis ausgezeichnet werden. Jurypräsident war Benicio del Toro. Der puerto-ricanischer Schauspieler erhielt 2008 den Darstellerpreis in Cannes und war mit weiteren Filmen (Die üblichen Verdächtigen, Das Versprechen, Sin City, Sicario) beim Festival vertreten. Darüber hinaus war er 2010 Jurymitglied und präsentierte 2012 in der Reihe Un Certain Regard sein Regiedebüt El Yuma, das Teil des Episodenfilms 7 Tage in Havanna war.
| Film                                                                                      | Regie                             | Land                                                    | Darsteller (Auswahl)                                     |
| ----------------------------------------------------------------------------------------- | --------------------------------- | ------------------------------------------------------- | -------------------------------------------------------- |
| Les chatouilles (Little Tickles)                                                          | Andréa Bescond Eric Métayer       | Frankreich                                              | Andréa Bescond, Karin Viard, Clovis Cornillac            |
| Chuva É Cantoria Na Aldeia Dos Mortos (The Dead and the Others / Les Morts et les autres) | João Salaviza Renée Nader Messora | Brasilien, Portugal                                     | Dokumentarfilm                                           |
| Donbass (Eröffnungsfilm)                                                                  | Sergei Loznitsa                   | Deutschland, Frankreich, Ukraine, Niederlande, Rumänien | Valeriu Andriuţă, Thorsten Merten, Boris Kamorzin        |
| Euforia                                                                                   | Valeria Golino                    | Italien                                                 | Riccardo Scamarcio, Valerio Mastandrea, Isabella Ferrari |
| À genous les gars (Sextape)                                                               | Antoine Desrosières               | Frankreich                                              | Souad Arsane, Inas Chanti, Sidi Mejai                    |
| Laskovoe Bezrazlichie Mira (The Gentle Indifference of the World)                         | Ädilchan Jerschanow               | Kasachstan, Frankreich                                  | Dinara Baktybayeva, Kuandyk Dussenbaev                   |
| Girl                                                                                      | Lukas Dhont                       | Belgien, Niederlande                                    | Victor Polster, Arieh Worthalter, Katelijne Damen        |
| Border (Gräns)                                                                            | Ali Abbasi                        | Schweden, Dänemark                                      | Eva Melander, Eero Milonoff, Jörgen Thorsson             |
| Gueule d’ange (2018) (Angel Face)                                                         | Vanessa Filho                     | Frankreich                                              | Marion Cotillard, Ayline Aksoy-Etaix, Alban Lenoir       |
| In My Room                                                                                | Ulrich Köhler                     | Deutschland, Italien                                    | Hans Löw, Elena Radonicich, Michael Wittenborn           |
| Di qiu zui hou de ye wan (Long Day’s Journey into Night)                                  | Bi Gan                            | VR China, Frankreich                                    | Tang Wei, Huang Jue, Sylvia Chang                        |
| Manto                                                                                     | Nandita Das                       | Indien, Frankreich                                      | Nawazuddin Siddiqui, Rasika Dugal, Tahir Bhasin          |
| Muere, Monstruo, Muere (Murder Me, Monster / Meurs, Monstre, Meurs)                       | Alejandro Fadel                   | Argentinien, Frankreich, Chile                          | Victor López, Esteban Bigliardi, Tania Casciani          |
| Mein liebster Stoff (Mon tissu préféré)                                                   | Gaya Jiji                         | Frankreich, Deutschland, Türkei                         | Manal Issa, Ula Tabari, Souraya Baghdadi                 |
| Rafiki (Friend)                                                                           | Wanuri Kahiu                      | Kenia, Südafrika, Frankreich, Niederlande, Deutschland  | Samantha Mugatsia, Sheila Munyiva, Dennis Musyoka        |
| Der schwarze Engel (El ángel)                                                             | Luis Ortega                       | Argentinien, Spanien                                    | Lorenzo Ferro, Chino Darín, Mercedes Morán               |
| Sofia                                                                                     | Meryem Benm’Barek                 | Frankreich, Qatar                                       | Maha Alemi, Lubna Azabal, Faouzi Bensaïdi                |
| Die Stropers (The Harvesters / Les Moissonneurs)                                          | Etienne Kallos                    | Südafrika, Griechenland, Frankreich, Polen              | Brent Vermeulen, Alex van Dyk, Juliana Venter            |

### Kurzfilmwettbewerb

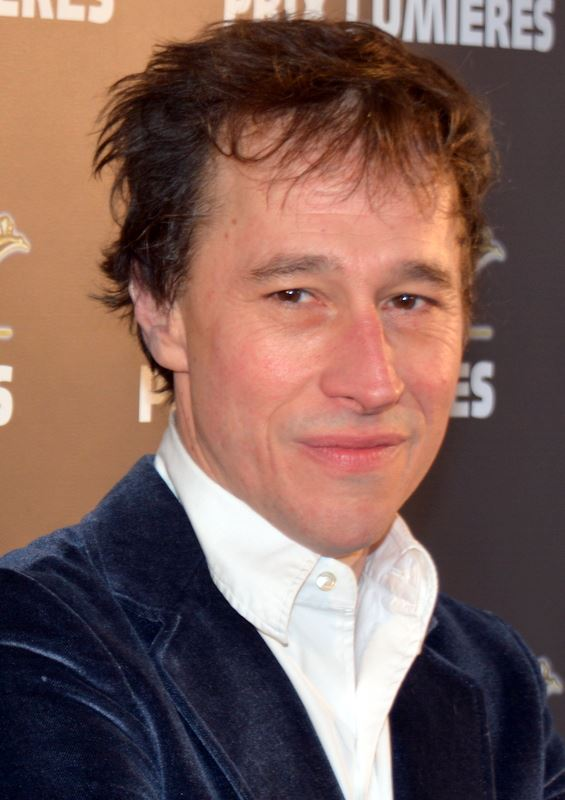
Bertrand Bonello (2015), Jurypräsident des Kurzfilmwettbewerbs und der Reihe Cinéfondation

Der Jury des Kurzfilmwettbewerbs stand der französische Regisseur Bertrand Bonello vor. Er war bis dahin dreimal in den Internationalen Wettbewerb um die Goldene Palme eingeladen worden: 2003 mit Tiresia, 2011 mit Haus der Sünde und 2014 mit Saint Laurent. Außerdem stellte er im Rahmen des Festivals Der Pornograph (FIPRESCI-Preis in der Nebenreihe Semaine internationale de la critique, 2001) und De la guerre (2008) vor. Als weitere Jurymitglieder wurden die Filmemacher Valeska Grisebach (Deutschland), Khalil Joreige (Libanon), Alanté Kavaïté (Frankreich/Litauen) und die Schauspielerin Ariane Labed (Frankreich) berufen.
Insgesamt wurden 3943 Kurzfilme eingereicht, 900 weniger als im Jahr 2017. Davon kamen folgende acht Kurzfilme, einiger weniger als im Vorjahr, in die offizielle Auswahl:
| Film                 | Regie                                                                   | Land        | Länge (in min) |
| -------------------- | ----------------------------------------------------------------------- | ----------- | -------------- |
| III (Animationsfilm) | Marta Pajek                                                             | Polen       | 12’            |
| All these Creatures  | Charles Williams                                                        | Australien  | 13’            |
| Caroline             | Celine Held Logan George                                                | USA         | 12’            |
| Duality              | Masahiko Sato Genki Kawamura Yutaro Seki Masayuki Toyota Kentaro Hirase | Japan       | 14’            |
| Gabriel              | Oren Gerner                                                             | Frankreich  | 15’            |
| Judgement            | Raymund Ribay Gutierrez                                                 | Philippinen | 15’            |
| On the Border        | Wei Shujun                                                              | VR China    | 15’            |
| Tariki (Umbra)       | Saeed Jafarian                                                          | Iran        | 15’            |

### Cinéfondation
Für die 1998 ins Leben gerufene Reihe Cinéfondation werden Kurzfilmarbeiten aus der ganzen Welt ausgewählt, darunter sowohl Animations- als auch Realfilme. Das Programm richtet sich an Filmstudenten. Als Jury fungierte die Kurzfilmjury um Bertrand Bonello.
Insgesamt wurden 2426 Werke eingereicht. Davon kamen folgende 17 Kurzfilme (darunter drei Animationsfilme) in die offizielle Auswahl: Mit dem Hauptpreis ausgezeichnet wurde El verano del león eléctrico (The Summer of the Electric Lion) von Diego Céspedes.
| Film                                                           | Regie                                                                                       | Land (Hochschule)                                                    | Länge (in min) |
| -------------------------------------------------------------- | ------------------------------------------------------------------------------------------- | -------------------------------------------------------------------- | -------------- |
| Albastru si rosu, in proportii egale (Equally Red and Blue)    | Georgiana Moldoveanu                                                                        | Rumänien (UNATC I.L. CARAGIALE)                                      | 21’            |
| Cinco minutos afuera (Five Minutes Outside)                    | Constanza Gatti                                                                             | Argentinien (Universidad del Cine – FUC)                             | 10’            |
| Così in terra (As it Is on Earth)                              | Pier Lorenzo Pisano                                                                         | Italien (Centro Sperimentale di Cinematografia)                      | 13’            |
| Dolfin Megumi (Rubber Dolphin)                                 | Ori Aharon                                                                                  | Israel (Steve Tisch School of Film & Television, el Aviv University) | 28’            |
| Dong wu xiong meng (The Storms in Our Blood)                   | Shen Di                                                                                     | VR China (Shanghai Theater Academy)                                  | 31’            |
| Dots                                                           | Eryk Lenartowicz                                                                            | Australien (AFTRS)                                                   | 23’            |
| El verano del león eléctrico (The Summer of the Electric Lion) | Diego Céspedes                                                                              | Chile (Universidad de Chile – ICEI)                                  | 22’            |
| End of Season                                                  | Zhannat Alshanova                                                                           | Vereinigtes Königreich (London Film School)                          | 23’            |
| Fragment de drame (A Piece of Tragedy)                         | Laura Garcia                                                                                | Frankreich (La Fémis)                                                | 24’            |
| I Am My Own Mother                                             | Andrew Zox                                                                                  | USA (San Francisco State University)                                 | 23’            |
| Inanimate                                                      | Lucia Bulgheroni                                                                            | Vereinigtes Königreich (NFTS)                                        | 8’             |
| Inny (The Other)                                               | Marta Magnuska                                                                              | Polen (PWSFTviT)                                                     | 5’             |
| Kalendar (Calendar)                                            | Igor Poplauhin                                                                              | Russland (Moscow School of New Cinema)                               | 28’            |
| Mesle bache adam (Like a Good Kid)                             | Arian Vazirdaftari                                                                          | Iran (Tehran University of Dramatic Arts)                            | 20’            |
| Palm Trees and Power Lines                                     | Jamie Dack                                                                                  | USA (NYU Tisch School of the Arts)                                   | 15’            |
| Sailor’s Delight                                               | Louise Aubertin Éloïse Girard Marine Meneyrol Jonas Ritter Loucas Rongeart Amandine Thomoux | Frankreich (ESMA)                                                    | 6’             |
| Los tiempos de Héctor (Hector’s Nightfall)                     | Ariel Gutiérrez                                                                             | Mexiko (CCC)                                                         | 29’            |

### Semaine de la critique
Parallel zur Vergabe der Goldenen Palme widmet sich die seit 1962 bestehende Nebensektion Semaine de la critique (9. bis 18. Mai 2018) der Entdeckung neuer Talente. Ausgerichtet vom Syndicat français de la critique de cinéma konkurrieren ausschließlich Erstlingsfilme oder Zweitwerke junger Regisseure. Der Wettbewerb umfasste in der Vergangenheit stets sieben Spielfilme und sieben Kurzfilmarbeiten, die seit 1990 mit verschiedenen Preisen ausgezeichnet werden. Begleitet wird die „internationale Kritikerwoche“ von Sonderaufführungen zahlreicher Kurzfilme.
Spiel- und Kurzfilme konnten bis zum 5. März 2018 eingereicht werden. Der Spielplan des gesamten öffentlichen Programms wurde am 16. April 2018 veröffentlicht.
2018 wurde der norwegische Filmemacher Joachim Trier als Jurypräsident berufen, die weiteren Mitglieder der Jury waren Chloë Sevigny, Nahuel Pérez Biscayart, Eva Sangiorgi und Augustin Trapenard.
| Film                                             | Regie                           | Land                                       | Darsteller (Auswahl)                                                  |
| ------------------------------------------------ | ------------------------------- | ------------------------------------------ | --------------------------------------------------------------------- |
| Chris the Swiss                                  | Anja Kofmel                     | Schweiz, Kroatien, Deutschland, Frankreich | Dokumentarfilm                                                        |
| Diamantino                                       | Gabriel Abrantes Daniel Schmidt | Portugal, Frankreich, Brasilien            | Carloto Cotta, Cleo Tavares, Anabela Moreira                          |
| Egy Nap (One Day / Un jour)                      | Zsófia Szilágyi                 | Ungarn                                     | Zsófia Szamosi, Leo Füredi, Ambrus Barcza                             |
| Fuga (Fugue)                                     | Agnieszka Smoczyńska            | Polen, Tschechien, Schweden                | Gabriela Muskała, Łukasz Simlat, Piotr Skiba                          |
| Gegen den Strom (Kona fer í stríð, Woman at War) | Benedikt Erlingsson             | Island, Frankreich, Ukraine                | Halldóra Geirharðsdóttir, Davíð Þór Jónsson, Magnús Trygvason Eliasen |
| Sauvage                                          | Camille Vidal-Naquet            | Frankreich                                 | Félix Maritaud, Eric Bernard, Nicolas Dibla                           |
| Sir (Monsieur)                                   | Rohena Gera                     | Indien, Frankreich                         | Tilotama Shome, Vivek Gomber, Divya Seth                              |

| Film                                                                                | Regie                      | Land                 | Länge (in min) |
| ----------------------------------------------------------------------------------- | -------------------------- | -------------------- | -------------- |
| Amor, Avenidas Novas                                                                | Duarte Coimbra             | Portugal             | 20’            |
| Ektoras Malo: I Teleftea Mera Tis Chronias (Hector Malot: The Last Day of the Year) | Jacqueline Lentzou         | Griechenland         | 23’            |
| Mo-Bum-Shi-Min (Exemplary citizen)                                                  | Kim Cheol-hwi              | Südkorea             | 12’            |
| Pauline asservie (Pauline, Enslaved)                                                | Charline Bourgeois-Tacquet | Frankreich           | 24’            |
| La Persistente                                                                      | Camille Lugan              | Frankreich           | 22’            |
| Rapaz (Raptor / Rapace)                                                             | Felipe Gálvez              | Chile                | 13’            |
| Schächer                                                                            | Flurin Giger               | Schweiz              | 29’            |
| Tiikeri (The Tiger / Le Tigre)                                                      | Mikko Myllylahti           | Finnland             | 10’            |
| Un jour de mariage (A Wedding Day)                                                  | Elias Belkeddar            | Algerien, Frankreich | 15’            |
| Ya normalniy (Normal)                                                               | Michael Borodin            | Russland             | 20’            |

Sonderaufführungen (Séances Spéciales)
- Eröffnungsfilm: Wildlife – Regie: Paul Dano (USA)
- Abschlussfilm: Guy – Regie: Alex Lutz (Frankreich), mit Alex Lutz, Tom Dingler, Pascale Arbillot

- Sonderaufführungen – Langfilme:

Nos batailles (Our Struggles) – Regie: Guillaume Senez (Belgien, Frankreich), mit Romain Duris, Laure Calamy, Lætitia Dosch
Shéhérazade – Regie: Jean-Bernard Marlin (Frankreich), mit Dylan Robert, Kenza Fortas, Idir Azougli
- Sonderaufführungen – Kurzfilme:

La Chute (The Fall) – Regie: Boris Labbé (Frankreich / 14′)
Third Kind – Regie: Yorgos Zois (Griechenland, Kroatien / 32′)
Ultra Pulpe (Apocalypse After) – Regie: Bertrand Mandico (Frankreich / 37′)

### Quinzaine des réalisateurs
Die Nebenreihe Quinzaine des Réalisateurs (dt.: „Zwei Wochen der Regisseure“, 9. bis 19. Mai 2018) wurde 1969 in Anlehnung an die ein Jahr zuvor stattgefundenen Maiunruhen ins Leben gerufen und wird von der Société des réalisateurs de films (SRF) organisiert. Gezeigt werden Langfilme (Dokumentar- und Spielfilme) sowie eine Vielzahl an Kurzfilmen aus aller Welt, ohne dass ein Preis vergeben wird.
Die Programmauswahl wurde am 17. April 2018 offiziell bekanntgegeben.

#### Langfilme
| Film                                                          | Regie                        | Land                             | Darsteller (Auswahl)                                        |
| ------------------------------------------------------------- | ---------------------------- | -------------------------------- | ----------------------------------------------------------- |
| Amin                                                          | Philippe Faucon              | Frankreich                       | Moustapha Mbengue, Emmanuelle Devos, Ouidad Elma            |
| Carmen & Lola                                                 | Arantxa Echevarría           | Spanien                          | Rosy Rodriguez, Zaira Morales, Borja Moreno                 |
| Climax                                                        | Gaspar Noé                   | Frankreich                       | Div. Tänzer                                                 |
| Cómprame un revólver (Buy Me a Gun)                           | Julio Hernández Cordón       | Mexiko                           | Ángel Leonel Corral, Matilde Hernández Guinea, Rogelio Sosa |
| Les Confins du monde                                          | Guillaume Nicloux            | Frankreich                       | Gaspard Ulliel, Guillaume Gouix, Gérard Depardieu           |
| El motoarrebatador (The Snatch Thief)                         | Agustín Toscano              | Argentinien, Uruguay             | Camila Plaate, Daniel Elías, León Zelarrayán                |
| En liberté!                                                   | Pierre Salvadori             | Frankreich                       | Adèle Haenel, Pio Marmaï, Audrey Tautou                     |
| Joueurs (Treat Me like Fire)                                  | Marie Monge                  | Frankreich                       | Tahar Rahim, Stacy Martin, Karim Leklou                     |
| Leave No Trace                                                | Debra Granik                 | USA                              | Ben Foster, Thomasin McKenzie, Jeff Kober                   |
| Los silencios                                                 | Beatriz Seigner              | Brasilien, Kolumbien, Frankreich | Marleyda Soto, Enrique Díaz, María Paula Tabares Peña       |
| Ming wang xing shi ke (The Pluto Moment)                      | Ming Zhang                   | VR China                         | Miya Muqi, Hailu Qin, Xue-bing Wang                         |
| Mandy                                                         | Panos Cosmatos               | USA, Belgien                     | Nicolas Cage, Andrea Riseborough, Ned Dennehy               |
| Mein lieber Sohn (Weldi)                                      | Mohamed Ben Attia            | Tunesien, Belgien, Frankreich    | Imen Cherif, Mouna Mejri, Mohamed Dhrif                     |
| Mirai (Miraï, ma petite soeur)                                | Mamoru Hosoda                | Japan                            | Animationsfilm                                              |
| Pájaros de verano (Birds of Passage – Les Oiseaux de passage) | Ciro Guerra Cristina Gallego | Kolumbien                        | Natalia Reyes                                               |
| Petra                                                         | Jaime Rosales                | Spanien                          | Bárbara Lennie, Alex Brendemühl, Marisa Paredes             |
| Samouni Road                                                  | Stefano Savona               | Frankreich, Italien              | Animations-/Dokumentarfilm                                  |
| Teret (The Load)                                              | Ognjen Glavonic              | Serbien                          | Leon Lučev, Tamara Krcunovic, Pavle Cemerikic               |
| Troppa Grazia                                                 | Gianni Zanasi                | Italien                          | Alba Rohrwacher, Giuseppe Battiston, Valerio Mastandrea     |
| Die Welt gehört dir (Le Monde est à toi)                      | Romain Gavras                | Frankreich                       | Karim Leklou, Isabelle Adjani, Oulaya Amamra                |

#### Kurzfilme
| Film                        | Regie                          | Land       | Länge (in min) |
| --------------------------- | ------------------------------ | ---------- | -------------- |
| Basses                      | Félix Imbert                   |            | 23’            |
| Ce magnifique gâteau!       | Emma de Swaef Marc James Roels |            | 44’            |
| La chanson (The Song)       | Tiphaine Raffier               |            | 31’            |
| La Lotta                    | Marco Bellocchio               | Italien    | 16’            |
| Las Cruces                  | Nicolas Boone                  | Frankreich | 29’            |
| La nuit des sacs plastiques | Gabriel Harel                  | Frankreich | 18’            |
| O órfão (The Orphan)        | Carolina Markowicz             | Brasilien  | 15’            |
| Our Song to War             | Juanita Onzaga                 | Kolumbien  | 14’            |
| Skip Day                    | Patrick Bresnan Ivette Lucas   |            | 17’            |
| Le sujet (The Subject)      | Patrick Bouchard               |            | 10’            |

### Caméra d’Or
Mit der Caméra d’Or („Goldene Kamera“) wird seit 1978 der beste Debütfilm eines Regisseurs ausgezeichnet, unabhängig in welcher Sektion dieser vertreten ist. Der internationalen Jury stand die französisch-schweizerische Filmregisseurin Ursula Meier vor, die mit dem Episodenfilm Les ponts de Sarajevo 2014 in Cannes vertreten war. Mit der Caméra d’Or wurde der belgisch-niederländische Film Girl von Lukas Dhont ausgezeichnet.

## Preisträger

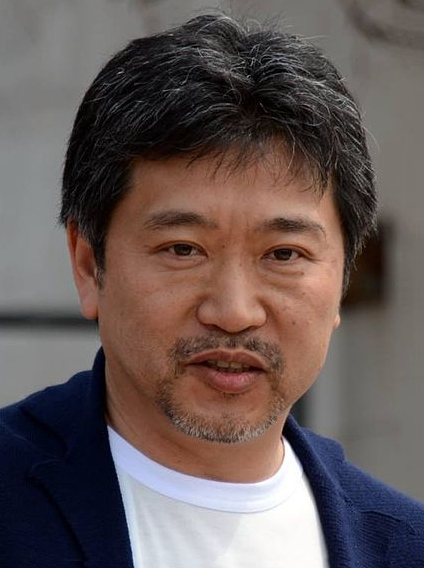
Hirokazu Koreeda wurde mit der Goldenen Palme ausgezeichnet.

Die feierliche Preisverleihung für den offiziellen Wettbewerb, den Kurzfilmwettbewerb sowie die Vergabe der Caméra d’Or fand am letzten Festivaltag zwischen 19 und 20 Uhr im Palais des Festivals et des Congrès statt.
Wettbewerb – Bester Spielfilm
- Goldene Palme für den besten Film: Manbiki kazoku – Regie: Hirokazu Koreeda
- Großer Preis der Jury: BlacKkKlansman – Regie: Spike Lee
- Preis der Jury: Capernaum – Stadt der Hoffnung – Regie: Nadine Labaki
- Bester Darsteller: Marcello Fonte in Dogman
- Beste Darstellerin: Samal Jesljamowa in Ayka
- Beste Regie: Paweł Pawlikowski bei Cold War – Der Breitengrad der Liebe (Zimna wojna)
- Bestes Drehbuch: Jafar Panahi bei Drei Gesichter (Se rokh) und Alice Rohrwacher bei Glücklich wie Lazzaro (Lazzaro felice)
- Goldene Palme – Sonderpreis: Bildbuch (Le Livre d’image) – Regie: Jean-Luc Godard

Wettbewerb – Bester Kurzfilm
- Goldene Palme: All these Creatures – Regie: Charles Williams
- Lobende Erwähnung: Yan Bian Shao Nia (On the Border) – Regie: Wei Shujun

Preise der Sektion „Un Certain Regard“
- Hauptpreis: Border (Gräns) – Regie: Ali Abbasi
- Beste Darsteller: Victor Polster (Girl)
- Beste Regie: Sergei Loznitsa (Donbass)
- Bestes Drehbuch: Meryem Benm’Barek (Sofia)
- Preis der Jury: Chuva É Cantoria Na Aldeia Dos Mortos – Regie: João Salaviza und Renée Nader Messora

Bestes Erstlingswerk
- Caméra d’Or: Girl – Regie: Lukas Dhont

Preise der Sektion „Cinéfondation“
- 1. Preis: Elverano del león eléctrico – Regie: Diego Céspedes
- 2. Preis: Kalendar – Regie: Igor Poplauhin und Dong wu xiong meng – Regie: Shen Di
- 3. Preis: Inanimate – Regie: Lucia Bulgheroni

Preise der Sektion „Semaine internationale de la critique“
Jurypreise:
- Grand Prix Nespresso: Diamantino – Regie: Gabriel Abrantes und Daniel Schmidt
- Prix Fondation Louis Roederer de la Révélation: Félix Maritaud (Sauvage)
- Prix Découverte Leica Cine du court métrage: Ektoras Malo: I Teleftea Mera Tis Chronias – Regie: Jacqueline Lentzou

Weitere Preise
FIPRESCI-Preis:
- Bester Wettbewerbsfilm: Beoning – Regie: Lee Chang-dong
- Bester Film der Reihe Un Certain Regard: Girl – Regie: Lukas Dhont
- Bester Film der Reihe Semaine internationale de la critique: Egy nap – Regie: Zsófia Szilágyi

Preis der Ökumenischen Jury:
- Preis der Ökumenischen Jury: Cafarnaúm – Regie: Nadine Labaki
- Preis der Ökumenischen Jury – Lobende Erwähnung: BlacKkKlansman – Regie: Spike Lee